# 纳塔利娅·奥雷罗
纳塔利娅·玛丽萨·奥雷罗·伊格莱西亚斯（西班牙語：Natalia Marisa Oreiro Iglesias，1977年5月19日—）是一位乌拉圭歌手、演员及时尚设计师。奥雷罗的事业起步于Telenovela电视剧。自2008年起她开始转向电影业。奥雷罗参加过绿色和平及联合国儿童基金会等社会活动及慈善机构主办的演出及活动，联合国儿童基金会在2011年9月任命她为驻阿根廷和乌拉圭的亲善大使。2010年她被《时尚先生》杂志选入代表乌拉圭的“当今世界最性感女人”名单中。

## 个人生活
2012年1月26日，在布宜诺斯艾利斯的一家诊所里，奥雷罗生了一个男孩。这个孩子名叫梅林·阿塔瓦尔帕·莫略·奥雷罗。她和她的儿子于2021年10月25日获得俄罗斯国籍。